# Dichelobacter nodosus
Dichelobacter nodosus ist ein gramnegatives, obligat anaerobes stäbchenförmiges Bakterium. Es ist Auslöser der Moderhinke, einer eitrigen Erkrankung des Klauenhorns vor allem bei Schafen. Das Basionym ist Bacteroides nodosus (Beveridge 1941) Mraz 1963, 1990 wurde es auf der Basis der 16S-rRNA-Sequenz in die neue Gattung Dichelobacter überführt.
Im feuchten Milieu kann der Erreger außerhalb des Klauenhorns bis zu 14 Tage überleben. Die Anzüchtung des Erregers ist sehr aufwändig und gelingt nur selten. Daher ist der Nachweis durch Polymerase-Kettenreaktion zuverlässiger. D. nodosus bildet verschiedene Proteasen, die das Auflösen des Klauenhorns ermöglichen. Hierbei spielen als Virulenzfaktoren vor allem die durch die Gene AprV2, AprV5 und BprV kodierten Proteasen eine Rolle, wobei Stämme mit dem  AprV2-Enzym (acidic protease isoenzyme 2) die stärkste krankheitsauslösende Wirkung haben. Die Proteasen werden vom Bakterium zunächst als inaktive Vorstufe produziert, die durch Abspaltung der N-terminalen pre-pro-Region und der C-terminalen Domäne aktiviert werden.

## Systematik
Dichelobacter nodosus zählt zu der Familie Cardiobacteriaceae innerhalb der Proteobacteria.